# Santabárbara
Pour les articles homonymes, voir Santa Barbara.
Santabárbara est un groupe espagnol de rock, originaire de Barcelone, actif entre 1969 et 1981. Il se composait d'Enric Milián à la basse et au chant, de Mario Balaguer à la guitare, et d'Alberto López à la batterie. Au cours de leur carrière, ils connaissent un succès commercial considérable en Espagne.

## Histoire

### Época (1969–1972)
Le groupe se forme en trio à la fin de l'année 1969. Ses membres ont déjà beaucoup d'expérience musicale derrière eux. Alberto López avait été le batteur de Los Polares (un groupe de Freakbeat et de Garage rock du milieu des années soixante), tandis qu'Enric Milián et Mario Balaguer avaient joué avec Tony Ronald et Georgie Dann. C'est précisément au cours de cette dernière étape que les trois musiciens décident de monter un groupe à part entière et de jouer un son moins commercial que celui qu'ils étaient obligés de jouer à l'époque et plus conforme à leurs propres préférences. C'est ainsi que naît Época, un power trio à vocation hard rock, influencé par des groupes anglophones comme Deep Purple, Led Zeppelin, Grand Funk Railroad, Alice Cooper et Black Sabbath.
En 1971, ils sortent leur seul album sous ce nom, un album Ariola avec les chansons No estoy bien et Buscaré a otra chica. Ils y développent pleinement leur style hard rock, devenant l'un des premiers exemples du sous-genre en Espagne, aux côtés de groupes comme Storm, Tapiman et Smash. Bien qu'il ait eu peu d'impact commercial, il est désormais considéré par les critiques comme un précurseur évident du heavy metal espagnol.

### Changement de nom et succès (1973–1980)
Malgré le faible accueil réservé à leur premier album, le groupe décide d'aller de l'avant et signe en 1973 avec EMI, et change son ancien nom en Santabárbara. La même année, ils sortent la chanson Charly, une ballade qui devient un véritable best-seller en Espagne. À partir de là, le groupe entame une période d'énorme succès, qui durera jusqu'aux dernières années de la décennie. Pendant presque toute sa carrière, le trio lutte stylistiquement entre deux tendances presque opposées. D'une part, le soft rock mélodique, clairement pop, de leurs ballades, qui apparaissaient en face A de leurs singles et qui les amènent, à maintes reprises, au sommet des hit-parades. Et d'autre part, le hard rock (leur véritable vocation originelle), auquel ils donnent libre cours dans les « faces B » et, surtout, dans l'album qu'ils ont publié en 1974 sous le titre No dejes de soñar.
Cette dualité et cette ambivalence, qui leur sont bénéfiques sur le plan commercial à l'époque, font qu'ils sont un groupe relativement sous-estimé par les critiques spécialisés (qui ont tendance à se souvenir d'eux davantage comme d'un groupe commercial et de ballades que comme des représentants du premier hard rock espagnol). Quoi qu'il en soit, leurs ballades mélodiques ont continué à gagner les faveurs du public tout au long de la décennie et ont fini par amener le groupe à s'orienter de plus en plus (surtout à partir de 1976) vers un style plus doux et plus pop.
Le batteur Alberto López décède en 1977. Le groupe continue en duo, de plus en plus enclin au soft rock et aux tendances mélodiques. Ils ont encore quelques succès dans les hit-parades avec des chansons comme Regreso junto a ti et Caroline. Ils sortent même un deuxième album en 1979, intitulé Regreso, dans lequel les tendances hard rock ont complètement disparu. À la suite du décès du guitariste Mario Balaguer à Palma de Majorque en 1980, le leader et chanteur du groupe, Enric Milián, devient le seul membre encore en vie. 

## Discographie

### Albums studio
- 1974 : No dejes de soñar (EMI)
- 1979 : Regreso (RCA)
- 1981 : Las aventuras de Tom Sawyer (RCA)

### Singles
- 1971 : No estoy bien / Buscaré otra chica (Ariola)
- 1973 : Charly / San José (EMI)
- 1973 : Recuerdo de mi niñez / Rock and roll (EMI)
- 1974 : Adiós amigo / Colores (EMI)
- 1974 : Chiquilla / Baja de tu nube (EMI)
- 1975 : Ponte una cinta en el pelo / Brillará un nuevo sol (EMI)
- 1975 : Cariño mío / En silencio (EMI)
- 1976 : ¿Dónde están tus ojos negros? / Ven conmigo (EMI)
- 1977 : Dama triste / Paz (EMI)
- 1978 : Adiós amor / Cantando (EMI)
- 1979 : Regreso junto a ti / Las Ramblas (RCA)
- 1979 : Abrázame / Atrapado (RCA)
- 1980 : Caroline / Mirando al sol (RCA)